# 天主教納波宗座代牧區
天主教納波宗座代牧區（拉丁語：Vicariatus Apostolicus Napensis）是厄瓜多爾一個羅馬天主教宗座代牧區，直屬聖座。
代牧區成立於1871年2月7日，位於納波省西部，教座位於特納。2010年有教友97,000人（佔轄區總人口87.4%）、二十個堂區、廿六名司鐸。目前宗座代牧席位處於出缺狀態。